# Loi (principe)
Pour les articles homonymes, voir Loi (homonymie).
En science, la loi est un principe universel basé sur l'observation scientifique qui décrit la nature fondamentale de quelque chose, les propriétés universelles et les relations entre les choses, ou une description qui vise à expliquer ces principes et relations :
- les lois physiques, telle que la loi de la gravitation (qui décrit la gravitation comme une force) (voir Liste des lois scientifiques) ;
- en mathématiques :
  - on parle alors plutôt d'axiome, de théorème ou encore d'assertion,
  - une loi de composition désigne une opération telle que l'addition, la multiplication ou une opération plus générale sur un ensemble. Ces lois de composition sont des objets de base de l'algèbre,
  - en théorie des probabilités et en statistique, une loi de probabilité sert à décrire des phénomènes aléatoires.

- en mathématiques et en logique mathématique, une loi est un énoncé prouvé à partir d'un ensemble d'hypothèses de départ, et a valeur absolue dans la validité desdites hypothèses. Plus correctement, les "lois" sont appelées théorèmes ;
- en physique, chimie et autres sciences pour lesquelles il est possible d'appliquer des méthodes expérimentales rigoureuses (comme la répétition de la mesure, l'identification sans équivoque des conditions aux limites) la loi est une relation mathématique qui lie deux ou plusieurs grandeurs mesurables ; elle peut être le résultat d'un modèle théorique étayé par des données expérimentales, ou une pure formalisation de régularités observées expérimentalement qui acquièrent une valeur prédictive pour des événements similaires, dans des limites bien définies ;
- en probabilité, cependant , la loi d'une variable aléatoire signifie une fonction particulière qui décrit son comportement ;
- dans d'autres sciences, telles que (par exemple, mais sans s'y limiter) l'économie, les sciences sociales, biologiques et médicales, le droit est plus souvent un concept assertif généralement descriptif de certaines régularités trouvées dans le monde réel, principalement dérivées empiriquement d'une détection expérimentale ou historique, et qui prend une valeur prédictive.

La loi est donc une formule qui a atteint l'efficacité expressive nécessaire pour enregistrer et/ou prédire des tendances et/ou des comportements, selon un résumé fait ex ante ou ex post dans le cas d'une loi empirique (puisque la loi suit la détection expérimentale d'une régularité). Les lois purement mathématiques, par contre, ont une validité absolue et atemporelle qui est mal liée à la définition précédente.

## Distinction par mode de production
- La loi expérimentale peut être «réceptive», lorsqu'elle est formulée sur la base de données empiriques à partir desquelles une indication d'attente pour les cas futurs est reçue, qui est basée sur la répétabilité uniforme vérifiée des événements attendus.

Cependant, pour les lois scientifiques, il est fréquent le cas de théories qui dérivent de nécessités logiques ou "esthétiques", et ne dérivent que de loin de l'observation de données expérimentales, et dont les capacités prédictives s'étendent bien au-delà de la casuistique dont elles sont issues. - il suffit de penser à la relativité générale.
- La loi mathématique est également (sinon dans une plus grande mesure) "autoritaire", car elle est dérivée de manière non réfutable des hypothèses (par exemple, la loi de Pythagore a une validité absolue, bien que limitée à la sphère de la géométrie euclidienne).

## Distinction pour les effets
- La loi expérimentale est "prédictive", prévoyant l'occurrence d'événements futurs cohérents avec des événements passés, dans les limites de validité de la loi elle-même. Dans divers domaines, la survenance d'exceptions peut être acceptable ou non, qui peut donc simplement rester classée comme telle, ou nécessiter une révision des limites d'applicabilité de la loi et éventuellement l'élaboration d'une loi plus générale pouvant inclure leur.
- La loi mathématique est "absolue", et son seul effet est de former la base d'autres théorèmes. La violation d'une loi mathématique n'est tout simplement pas envisagée : l'identification d'un cas dans lequel la loi ne s'applique pas implique que la loi n'a pas été prouvée correctement (et donc que la loi "n'existe pas"), ou que certaines hypothèses à sa n'ont pas été identifiées et explicitées (par exemple, le théorème de Pythagore ne s'applique qu'à la géométrie euclidienne, une hypothèse implicite qui n'a été identifiée qu'avec la découverte de la géométrie non euclidienne).

## Dans les trois religions monothéistes
Dans la vision biblique, chrétienne et islamique du monde et de la vie, la notion de loi s'entend comme la loi établie par Dieu créateur de l'univers, tout en reconnaissant généralement le respect des lois humaines. Dans le droit catholique, cette hiérarchie des sources du droit est décrite dans le concept de loi morale naturelle (it).

## Sciences et philosophie des sciences
- Théorème
- Méthode scientifique
- Falsifiabilité
- Loi physique